# Assiniboine
Assiniboine – rzeka w Kanadzie, w prowincjach Saskatchewan i Manitoba, o długości 1 070 kilometrów. Rzeka nazwana od Assiniboinów, rdzennych mieszkańców tej okolicy.